# Везина, Жорж
Жозеф Жорж Гонзаг Везина (фр. Joseph-Georges-Gonzague («Chicoutimi Cucumber») Vézina; 21 января 1887, Шикутими, Квебек — 27 марта 1926 или 24 марта 1926, Шикутими, Квебек) — профессиональный канадский хоккеист. Амплуа — вратарь.

## Биография
Родился в городе Шикутими, что на севере Квебека. В жизни это был тихий, скромный человек, который в свободное от хоккея время занимался делами своего кожевенного завода. Его ледяное спокойствие стало причиной того, что его называли «Огурец из Шикутими» (фр. Concombre de Chicoutimi), имея в виду английское разговорное выражение «cool as a cucumber» (дословно «прохладный, как огурец»; русский эквивалент — «спокойный, как удав»).
В 1908 году женился на Мари-Аделаиде-Стелле Морин. У них было двое сыновей: Жан-Жюль (1912 г.р.) и Марсель Стэнли (1916 г.р.).
Дебютировал в НХА за Монреаль Канадиенс в сезоне 1910/11. Первый же сезон он завершил с лучшим показателем отражённых бросков во всей НХА.
В 1914 году он привёл «Канадиенс» к первой победе в чемпионате в НХА. Два года спустя его отличная игра помогла «Канадиенс» вновь выиграть чемпионат НХА и завоевать первый Кубок Стэнли. На следующий год, несмотря на героизм Везина, «Канадиенс» не смогли повторить свой успех, проиграв в финале Кубка Стэнли «Сиэтлу».
Через два года, в роковом противостоянии «Сиэтлу», когда эпидемия «испанки» вмешалась в финал и оборвала жизнь защитника «Канадиенс» Джо Халла, Жорж Везина был в лучшей форме. Его противостояние вратарю «Сиэтла» Гарри Холмсу должно было стать бенефисом оборонительного хоккея. Решающий матч тогда не состоялся, и Кубок Стэнли впервые в истории не нашёл своего владельца.
В 1917 году «Канадиенс» стали одними из учредителей НХЛ, а Везина был одним из лучших игроков вновь образованной Лиги. Он был лучшим вратарём в первом сезоне НХЛ.
18 февраля 1918 года матч регулярного чемпионата между Монреаль Канадиенс и Торонто Аренас завершился со счётом 6:0, Жорж Везина стал первым в истории НХЛ вратарём, записавшим в свою статистику шат-аут (англ. shutout). 28 декабря того же года Везина стал первым в истории НХЛ вратарём, совершившим голевую передачу: он отдал шайбу Ньюси Лалонду, который забил гол.
Везина был одним из героев своей команды в 1924 году, когда «Канадиенс» выиграли свой второй Кубок Стэнли. Его успешная игра позволила сначала «Канадиенс» одолеть «Сенаторов» из Оттавы, а затем заставила капитулировать в финале Кубка нападающих из Ванкувера и Калгари. В регулярном сезоне он вновь стал лучшим стражем ворот, прервав пятилетнюю гегемонию оттавского голкипера Клинта Бенедикта.
В сезоне 1925 года он также был признан лучшим вратарём НХЛ.
Везина провёл в чемпионатах НХА и НХЛ 328 регулярных матчей. За свою карьеру он сделал 15 шат-аутов, а средний показатель пропускаемости Везина был 3,49 шайб за матч.
Скончался от туберкулёза в 1926 году.

## Память
Его именем был назван приз НХЛ, вручаемый лучшему вратарю сезона — «Везина Трофи». В память о Жорже Везина кубок был подарен бывшими владельцами клуба «Монреаль Канадиенс» Лео Дандюраном, Луи Летурно и Джо Каттариничем НХЛ в 1927 году. Первым обладателем Везина Трофи стал Джордж Хейнсуорт, преемник Жоржа на посту голкипера «Канадиенс». В родном городке Жоржа Везина построена арена, которую назвали в его честь — «Центр Жорж Везина».